# Поликарја
Поликарја (рус. Поликаря) водопад је на југозападу европског дела Руске Федерације. Налази се на територији Сочинског округа Краснодарског краја, на северним обронцима планине Црна пирамида у планинском масиву Аибга. Са висином од 70 метара један је од највећих водопада на тлу Европе.
Храни се водом из ледника који се налази изнад, те од падавина. Због велике надморске висине, снег се у подручју око водопада задржава све до јуна месеца. 